# Operació Claw-Eagle 2
L'operació Claw-Eagle 2 (turc: Pençe Kartal-2 Harekatı) és una operació aèria i terrestre llançada per les Forces Armades de Turquia contra el Partit dels Treballadors del Kurdistan (PKK) a la província de Dahuk, al Kurdistan Iraquià, al nord de l'Iraq. Segons Turquia, l'operació ha estat llançada per a assegurar la frontera entre Turquia i l'Iraq, per eliminar el PKK a la regió i per salvar els hostatges turcs detinguts pel PKK.

## Context
El gener de 2021, abans de l’operació, el ministre de Defensa Nacional turc, Hulusi Akar, va visitar la regió del Kurdistan i la capital iraquiana Bagdad per anunciar que Turquia pretenia eliminar el PKK de l'Iraq i buscar la cooperació dels dos governs. Turquia ja havia iniciat diverses operacions contra el PKK a la regió.

## Operació
L'operació es va dirigir a una àrea de 75 per 25 quilòmetres sobre la muntanya de l'estació, una zona de trànsit per als combatents del PKK que creuaven de l'Iraq a Turquia a uns 50 quilòmetres al nord-est de la ciutat de Duhok. La Força Aèria Turca, amb avions de combat i helicòpters d'atac, va llançar l'atac a les 2 h 55 i va afirmar haver destruït simultàniament més de 50 objectius PKK a la zona, que inclou 6 pobles, inclosos refugis antiaeris, dipòsits de municions i quarters generals. Un alcalde local va contestar aquesta afirmació i va afirmar que els atacs aeris només van danyar les vinyes i altres camps agrícoles. Els civils, principalment agricultors, dels pobles afectats van marxar tots abans dels atacs aeris mentre es deixaven molts animals.
Després dels atacs aeris, l'atac per terra va començar a les 4 h 55 i els comandos turcs eren paracaigudistes a prop del poble de Siyanê i es dedicaven a lluitar contra militants de les Forces de Defensa del Poble (HPG). Tres soldats turcs van morir i altres tres van resultar ferits durant el xoc inicial, i els enfrontaments van continuar l'endemà. El tercer dia, les tropes turques amb el suport d'atacs aeris van aterrar des d’helicòpters, van entrar al búnquer de muntanya i van afirmar haver capturat dos caçadors HPG durant els combats, els altres van morir i alguns van intentar fugir de la zona. El Ministeri de Defensa turc va afirmar que a la cova del búnquer, les seves tropes també van descobrir els cossos de 13 ciutadans turcs que havien estat capturats pel PKK. La Confederació Democràtica del Kurdistan (KCK) va afirmar que l'operació terrestre turca no hauria estat possible sense el permís o el suport del Partit Democràtic del Kurdistan que controla la major part de la regió. La implicació del KDP ha estat negada per KDP i HPG.
El 14 de febrer de 2021, el Ministeri de Defensa turc va anunciar que l'operació s'havia "dut a terme amb èxit en condicions climàtiques i terrestres difícils", amb el retorn de les forces turques a les seves bases, i que un total de 48 combatents del PKK havien estat abatuts. A la cova es van trobar morts 13 ostatges turcs del PKK, 12 dels quals van rebre trets al cap i un a l'espatlla. Els dos presos del PKK capturats per Turquia van afirmar que el PKK va executar els presos turcs al començament de l'operació. El govern dels Estats Units es va mostrar inicialment reticent a acceptar la posició de Turquia i, finalment, va dir que el PKK era el responsable de la mort d'aquests captius. Sis soldats turcs i dos agents de policia segrestats el 2015 i el 2016 van ser identificats entre els presoners assassinats després de les autòpsies dels cossos a la província de Malatya. Entre els morts també es va informar de personal d’intel·ligència turca. El PKK va negar l'execució dels ostatges i el segrest de les víctimes i va afirmar que van morir durant els enfrontaments. Al mapa anunciat per l'estat-major general, es va exposar l'esbós de la cova del búnquer on es guardaven els ostatges.
Segons el mapa, la secció dels presoners al fons de la cova estava protegida per portes d'acer i barres de ferro. Quan els soldats van explorar la zona, es van adonar que els captius havien estat assassinats. Fonts de la seguretat turca van donar la següent informació sobre les armes i municions confiscades a la cova, que l'organització va utilitzar com a refugi de presó i búnquer, afirmant: "2 coets antitanc RPG 7 d'origen americà i rus, 2 Biksi russos o xinesos (Metralladora Kalashnikov) 1 rifle Kalashnikov d'origen rus, 1 arma de franctirador Zagros-2, 1 M16 A2 d'origen americà, un rifle model d'infanteria Carabine 727, un míssil de defensa antiaeri 8x 30, 1 ulleres de visió nocturna tèrmica, 1 ulleres de visió nocturna, uns binoculars de butxaca de visió diürna de 8 × 24, 1 kit d'arnès (eina usada per al manteniment d'armes), 1 peça de visió diürna per pistola, 1 un dispositiu utilitzat pels franctiradors per mesurar el vent, 1 calculadora i 1 YAHESU.

## Conseqüències
El director de mitjans de la Presidència turca, Fahrettin Altun, ha promès "expulsar tots els terroristes que s'amaguen a les seves coves i cases segures" i exigir una venjança "dolorosa" i una justícia "ràpida" després que finalitzi l'operació. Ell i el portaveu de la presidència İbrahim Kalın va condemnar la manca de resposta del món occidental i el ministre d'Afers Interns, Süleyman Soylu, va amenaçar amb trencar "a trossos" el líder del PKK Murat Karayılan.
Mentrestant, el Partit Democràtic del Poble (HDP), pro-kurd, va expressar el seu condol als morts en l'operació i va instar el PKK a alliberar els restants presoners. La Fiscalia General d'Ankara va obrir investigacions sobre els diputats de HDP Hüda Kaya i Ömer Faruk Gergerlioğlu i d'altres que van afirmar que els presoners van ser assassinats pel bombardeig turc i els que van compartir vídeos d'aquests presos.
El principal partit de l'oposició, el Partit Popular Republicà, va dir que Erdogan havia causat la mort i el fracàs de les forces turques i que Erdogan no havia demanat pacíficament la seva llibertat, qualificant l'operació de "desastre". El principal líder de l'oposició, Kemal Kılıçdaroğlu, va dir que Erdogan va ser la causa del fracàs, i va dir que "normalment algú hauria d'assumir la responsabilitat i cessar. Salvaràs ostatges i moriran. El responsable dels nostres 13 màrtirs és Recep Tayyip Erdogan ".